# Hitori
Hitori (ひとりにしてくれ Hitori ni shite kure?, lit. "dejame solo") es un tipo de enigma lógico publicado por Nikoli.

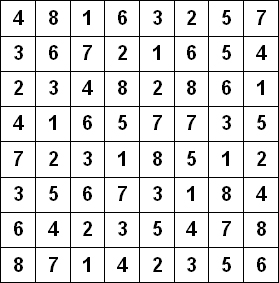
Ejemplo de un Hitori incompleto (ver abajo de la página para la solución).

El Hitori es un rompecabezas lógico original de Nikoli; apareció por primera vez en la Puzzle Communication Nikoli Número 29 (de marzo de 1990). 

## Reglas
El Hitori se juega en una cuadrícula de celdas cuadradas. Al principio, cada celda contiene un número. La meta deberá ser pintar algunas celdas para que no haya números duplicados en ninguna fila ni columna, semejante al estado resuelto de un Sudoku (excepto por los cuadros negros añadidos a la cuadrícula). 
Las conexiones ortogonales son importantes también; las celdas pintadas (de negro) no se pueden conectar ortogonalmente, y las otras celdas se deben conectar ortogonalmente en un solo grupo. Es decir, dos cuadros negros no pueden estar adyacentes uno al otro, y todos los cuadros no pintados se deben conectar, horizontalmente o verticalmente, para crear una sola forma. 

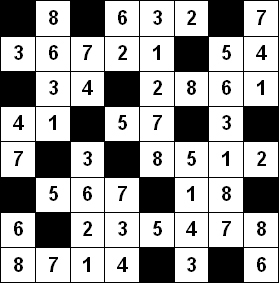
Ejemplo de un Hitori completado (ver más arriba para el incompleto).